# Valdemar Schmidt
 Ikke at forveksle med Valdemar Schmidt (teolog).
Valdemar Schmidt (født 9. april 1864 i Øster Kondrup ved Mariager, død 13. maj 1944 på Frederiksberg) var en dansk arkitekt.
Han blev først uddannet som murersvend, hvorefter han kom på Kunstakademiet i København i 1885 hos Hans J. Holm med afgangseksamen i 1892. Efter færdiggørelsen fik han ansættelser hos Hans J. Holm, Martin Borch og Martin Nyrop. Valdemar Schmidt tilhørte den nationalromantiske tradition og var præget af Hans J. Holm og hans kreds, bl.a. Martin Nyrop. Valdemar Schmidts arbejder er kendetegnet af en vægtning af håndværket og materialet. Det er velproportioneret, velindrettet byggeri med forkærlighed for røde mursten og en enkel dekoration, inspireret af gotik og romansk stil, ofte med sokkel og detaljer i granit og med kalkdekorationer. Da det middelalderlige Sankt Knuds Kloster i Odense brændte i 1913, forestod han en genopbygning i gotik med bevaring af mure. Valdemar Schmidt restaurerede flere kirker nær Thisted og stod for opførelsen (nogle nævner også Valdemar Schmidt som arkitekt) af arkitekt Hack Kampmanns Skt. Johannes Kirken i Aarhus i romansk stil (1902-05), Øster Hjermitslev Kirke (1911), Rødhus Kirke (1913), Brønderslev ny Kirke (1920-22) og Lønstrup Kirke (1926-28).
Inden for Akademisk Arkitektforening lagde Schmidt arbejde som bestyrelsesmedlem 1914-16 og 1922-24, i honorar- og retsudvalget (1898-1921, de sidste tretten år som formand), som medlem af af konkurrenceudvalget 1924-27. 1917-21 var han medlem af Frederiksberg Kommunalbestyrelse.
Han er begravet på Solbjerg Parkkirkegård. Der findes en portrætmaske af Anders Bundgaard på Frederiksberg Rådhus. Maleri af Carla Colsmann Mohr 1939 (familieeje).

## Eksterne kilder og henvisninger
- Valdemar Schmidt på gravsted.dk
- Nordens Kirker Arkiveret 7. februar 2011 hos  Wayback Machine

- Wikimedia Commons har flere filer relateret til Valdemar Schmidt
- Valdemar Schmidt på Kunstindeks Danmark/Weilbachs Kunstnerleksikon